# 许志奋
许志奋（1918年—2008年6月15日），山西汾阳人。中华人民共和国政治人物、中国人民解放军少将。

## 生平
1936年，参加中华民族解放先锋队。1937年加入中国共产党，同年参加八路军。抗日战争时期，任太谷游击队分队长，八路军第一二九师独立支队第三大队连政治指导员，独立支队政治处技术书记，支队政治部组织干事，独立支队政治部组织股长，第一二九师新编第十旅直属队总支书记，榆太独立营副政治委员，第十旅三十九团政治委员，太行军区第二军分区政治部科长，太行陆军中学教员，抗日军政大学第七分校三大队政治处组织股长。
第二次国共内战时期，任民主建国军总政治部组织处副处长，冀鲁豫野战军第九纵队政治部组织部部长。1949年任第二野战军第四兵团十五军政治部副主任。参加了洛阳战役、郑州战役、淮海战役、渡江战役、广东战役等。
中华人民共和国成立后，任西南军区政治部青年部部长，组织部部长，军副政治委员。1966年,任昆明军区政治部副主任。1976年起任北京军区政治部副主任，北京卫戍区政治委员。1964年晋升为少将军衔。荣获三级独立自由勋章、二级解放勋章和中国人民解放军一级红星功勋荣誉章。2008年6月15日，因病医治无效在北京逝世，享年90岁。